# Forelia cursor
Forelia cursor är en kvalsterart som beskrevs av Herbert Habeeb 1954. Forelia cursor ingår i släktet Forelia och familjen Pionidae. Inga underarter finns listade i Catalogue of Life.